# Salón del Automóvil de París

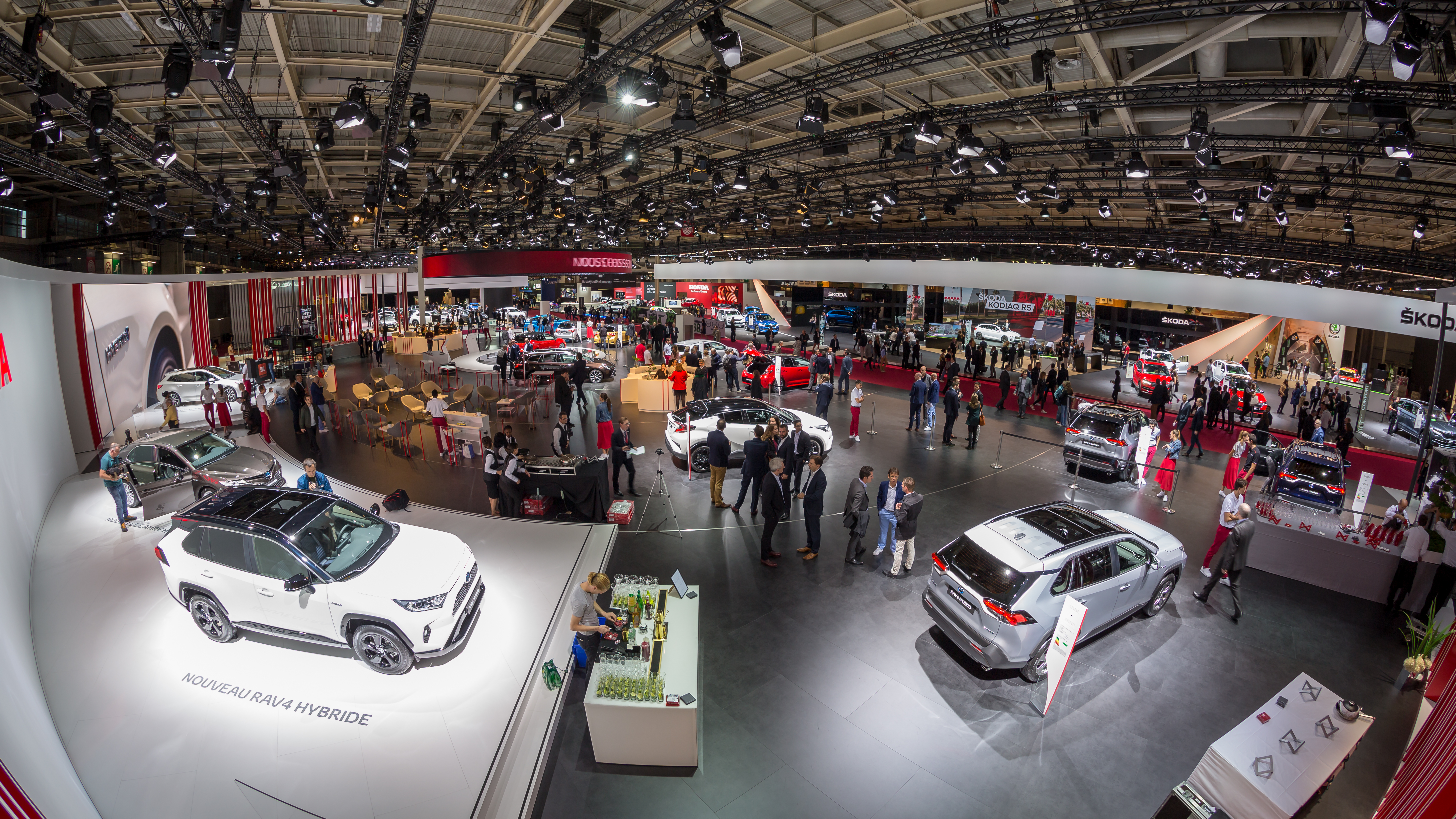
Stands de Toyota y Skoda durante la edición 2018.

El Salón del Automóvil de París (en francés: Mondial de l'Automobile) es un salón del automóvil bianual en París, Francia. Se celebra entre septiembre y octubre y es uno de los salones más importantes de Europa, junto con el Salón del Automóvil de Fráncfort y el Salón del Automóvil de Ginebra. Regularmente es el lugar de debut de muchos autos, prototipos y automóviles de producción nuevos. El salón actualmente se lleva a cabo en la Paris expo Porte de Versailles únicamente en los años pares, alternándose con el Salón de Fráncfort, que se celebra los años impares.
El Mondial es organizado por la Organización Internacional de Constructores de Automóviles, que lo considera un importante salón del automóvil internacional. En 2016, el Salón del Automóvil de París recibió 1,253,513 visitantes, convirtiéndolo en el salón del automóvil más visitado del mundo, adelante del de Tokio y del de Fráncfort.
Algunos de los números clave del salón son: 125000 m² de exhibiciones, 8 pabellones, 260 marcas de 18 países, 65 premieres mundiales, más de 10,000 pruebas de manejo para autos eléctricos e híbridos, más de 10,000 periodistas de 103 países. Hasta 1986, se llamaba el Salon de l'Automobile; tomó el nombre Mondial de l'Automobile en 1988 y Mondial Paris Motor Show en 2018.
La exhibición se llevaba a cabo de manera anual hasta 1976, desde entonces ha sido bianual.
Las marcas francesas Citroën, Peugeot y Renault suelen estrenar modelos nuevos y prototipos en este salón.

## Ediciones
- Salón del Automóvil de París 2002
- Salón del Automóvil de París 2004
- Salón del Automóvil de París 2006
- Salón del Automóvil de París 2008
- Salón del Automóvil de París 2010
- Salón del Automóvil de París 2012
- Salón del Automóvil de París 2014
- Salón del Automóvil de París 2016
- Salón del Automóvil de París 2018